# Ентони Албаниз
Ентони Норман Албаниз (или Албанизи; 2. марта 1963) аустралијски је политичар. Он  је 31. и актуелни премијер Аустралије од 2022.Био је лидер аустралијске лабуристичке партије (АЛП) од 2019. и члан парламента (МП) Грејндлера од 1996. године. Албаниз је раније био 15. заменик премијера у другој Рудвој влади 2013. године; био је на разним министарским позицијама у владама Кевина Руда и Џулије Гилард од 2007. до 2013. године.

## Биографија
Албаниз је рођен у Сиднеју од оца Италијана и мајке ирско-аустралијске која га је одгајала као самохраног родитеља . Похађао је колеџ катедрале Свете Марије пре него што је отишао на Универзитет у Сиднеју да студира економију. Придружио се Лабуристима као студент, а пре уласка у парламент радио је као партијски функционер и истраживач. Албаниз је изабран у Представнички дом на изборима 1996, освојивши место Грејндлера у Новом Јужном Велсу. Симон Крин га је први пут именовао у кабинет у сенци 2001. године, а наставио је да обавља низ улога, да би на крају постао менаџер опозиционог пословања 2006. године. Након победе лабуриста на изборима 2007. године, Албаниз је именован за лидера Представничког дома, а такође је постављен за министра регионалног развоја и локалне управе и министра за инфраструктуру и саобраћај. У каснијим тензијама у вођству између Кевина Руда и Џулије Гилард од 2010. до 2013. године, Албаниз је јавно критиковао понашање обојице, позивајући на партијско јединство. Након што је подржао Рудда у финалном гласању за вођство између њих двојице у јуну 2013. године, Албаниз је изабран за заменика лидера Лабуристичке партије и положио заклетву за заменика премијера следећег дана, на тој позицији је био мање од три месеца, пошто су лабуристи поражени на изборима 2013.
Након што је Руд дао оставку на руководство и повукао се из политике, Албаниз се супротставио Билу Сортену на изборима за руководство који су услиједили, први који је поред посланика укључио и чланове странке. Иако је Албаниз освојио велику већину чланства, Шортен је победио више међу посланицима лабуриста и победио на такмичењу; Сортен је касније именовао Албаниза у свој кабинет у сенци. Након изненадног пораза лабуриста на изборима 2019. године, Шортен је поднео оставку на место лидера, а Албаниз је постао једина особа номинована на изборима за вођство да га замени; касније је изабран без отпора за лидера Лабуристичке партије, поставши вођа опозиције.
На изборима 2022. Албаниз је своју странку довео до одлучујуће победе против Либерално-националне коалиције Скота Морисона. Албанизи је први италијанско-аустралијски премијер који је постао премијер, као и први аустралијски премијер који је имао неангло-келтско презиме. Положио је заклетву 23. маја 2022, заједно са четворицом виших колега из прве клупе. Албанизова прва дела као премијера укључивала је ажурирање климатских циљева Аустралије у настојању да се постигне неутралност угљеника до 2050. године и подржавање повећања националне минималне плате.